# Tawangrejo (Tunjungan)
Tawangrejo is een bestuurslaag in het regentschap Blora van de provincie Midden-Java, Indonesië. Tawangrejo telt 1919 inwoners (volkstelling 2010).